# Prison royale de Tinchebray
La prison royale de Tinchebray, avec sa halle et son tribunal du XVIIe siècle est un monument situé à Tinchebray-Bocage dans le département de l'Orne. La prison, la halle et le tribunal sont inscrits aux Monuments historiques.

## Localisation
L'ensemble : prison, halle et tribunal est situé rue de la Paix au cœur de la cité de Tinchebray, commune de Tinchebray-Bocage dans le département de l'Orne.

## Histoire
Cette prison fut construite entre 1611 et 1625 pour remplacer une prison plus ancienne. Elle obéit aux conditions en usage dans le duché de Normandie et fut construite conjointement avec un auditoire, ce qui permettait de juger les délinquants sans les faire sortir du bâtiment.

### Le bailliage
Tinchebray était un bailliage secondaire du bailliage de Mortain créé pour éviter les dangers de la forêt de la Lande Pourrie pour l'accès à Mortain. Cette justice s'étendait sur dix-sept ou dix-huit paroisses égrenées dans les bailliages de Vire, Falaise et Caen.
Le tribunal se composait vers la fin d'un lieutenant particulier civil et criminel, d'un assesseur civil, d'un procureur du Roi et d'un commissaire aux saisies réelles.

### Une évasion spectaculaire
Pendant la chouannerie normande, l'abbé Dulaurant et trois autres chouans étaient incarcérés et n'avaient d'autre perspective qu'une prochaine exécution.
Dans la nuit du 20 au 21 prairial An II, un chef chouan de Saint-Jean-des-Bois, Michelot Moulin avec 75 compagnons entre dans Tinchebray gardée par les républicains, et par ruse, trois chouans grimés en abbé et deux gardes républicains se présentent au geôlier qui leur ouvre la porte, ils délivrent tous les prisonniers sauf un voleur, puis se retirent dans la nuit.

## Architecture
Il s'agit d'un grand bâtiment rectangulaire à un étage divisé en trois parties :
- Au sud au rez-de-chaussée, la halle, dite « cohue », lieu obligé pour réunir la population et crier les sentences, à l'étage, un auditoire, au centre un escalier de bois.
- Au nord, les geôles sont distribuées par un couloir ouvrant de l'autre côté sur la chapelle. Chaque geôle possède une latrine. Les geôles du rez-de-chaussée servent de logement au garde-champêtre[1].

## Musée
Dans l'ensemble du tribunal, halle et prison royale, on peut visiter : le tribunal ou auditoire, les cellules restées dans leur état originel avec des graffitis de la fin du XVIIIe siècle, la chapelle, le cachot ou « basse fosse », le logis du geôlier.
Des objets fabriqués au début du XXe siècle témoignent du riche savoir faire de la région, un intérieur normand est reconstitué, coiffes et dentelles.